# Andre Waismann
Andre Waismann (en portugais : André Waisman) est un médecin et praticien israélien, réputé pour avoir développé le traitement ANR de la dépendance aux opiacés. Waismann est actuellement à la tête de la section RNA au centre médical Barzilai et directeur de la clinique RNA en Floride, aux États-Unis,.

## Biographie
Waismann est né au Brésil en 1958. Il a étudié la médecine à la Brazil's Serra dos Órgãos University Center à Teresópolis, où il a obtenu son diplôme de docteur en 1981. Il a par la suite immigré la même année en Israël et a été appelé à réaliser son service militaire dans la brigade Givati, où il a servi comme médecin. Après avoir terminé son service dans les forces de défense israéliennes, Waismann a travaillé comme médecin dans l'unité de soins intensifs du Barzilai Medical Center à Ashkelon. En 1989, Waismann a été incorporé dans la police israélienne, en tant que surintendant, et a servi en tant que médecin dans le département de Jérusalem,.
En 1994, Waismann a créé une unité de soins intensifs pour traiter la dépendance aux opiacés. En 2002, il a contribué à la création d'un centre de traitement à Jalandhar, en Inde, en utilisant la méthode RNA. En 2012, Waismann a également créé une unité ANR pour le traitement de la dépendance au Barzilai Medical Center,. En 2013, Waismann a ouvert une clinique pour le traitement des toxicomanes au FMI hospital en Suisse. Waismann a également été consultant pour la fondation ASA Bangasa en Indonésie.

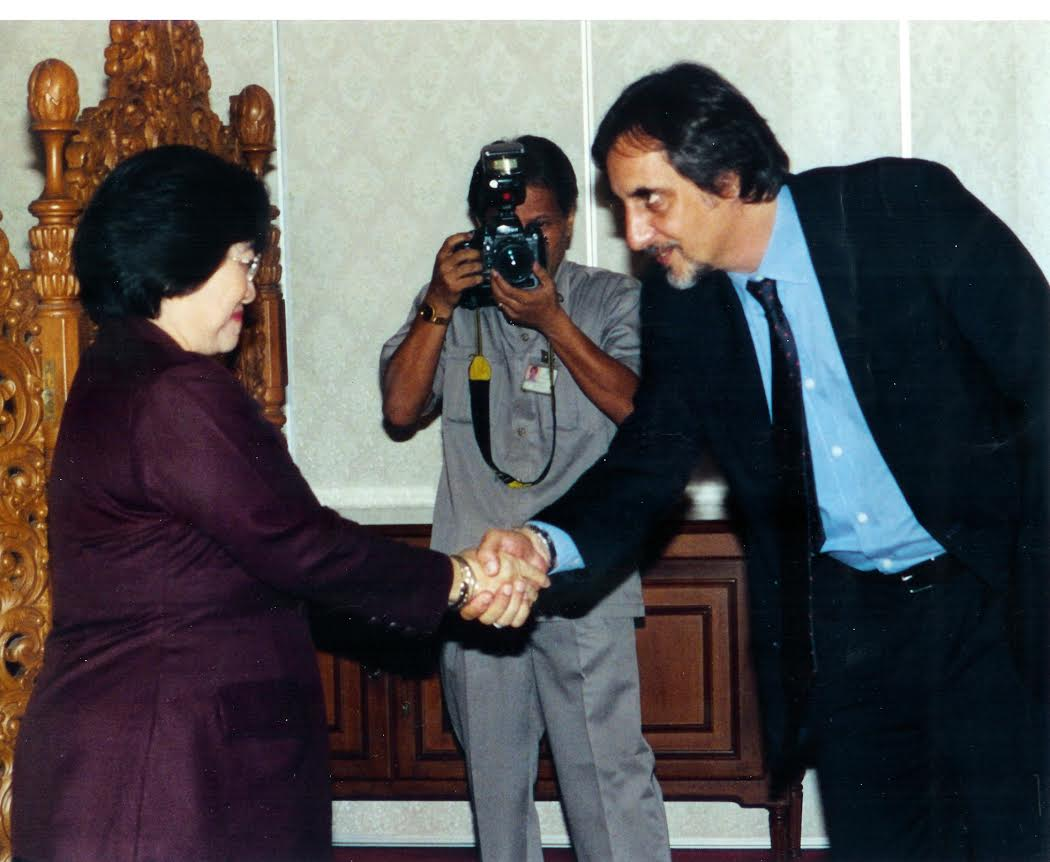
Photo de Waismann avec la présidente de l'Indonésie, Megawati Sukarnoputri)

Waismann a également occupé le poste de directeur médical pour le traitement des addictions au centre LOGO et au San Raffaele Hospital en Italie,. En octobre 2018, Waismann a été invité à s'exprimer lors de la convention des droits de l'homme des Nations unies sur les méthodes permettant de faire face à la crise internationale concernant les opiacés,,.

## Méthode de traitement de la dépendance aux opiacés ANR
À partir de 1993, Waismann a commencé à traiter la dépendance aux opiacés en utilisant une technique relativement nouvelle nommée Ultra Rapid Opiate Detoxification (UROD),. Cette méthode a été utilisée jusqu'en 1997, lorsque Waismann a redéfini ce traitement et l'a rebaptisée par ANR - Accelerated Neuro-Regulation. Le principe sur lequel repose la thérapie ANR est l'accélération des symptômes de sevrage pendant que le patient est sous sédation afin d'éviter les douleurs et les souffrances redondantes résultant de ces symptômes de sevrage. Lorsque le patient est sous sédation profonde dans une unité de soins intensifs, des médicaments spécifiques sont utilisés pour bloquer les récepteurs opioïdes supplémentaires provoqués par la consommation fréquente d'opioïdes qui génèrent le désir de consommation de drogues dans le cerveau. En parallèle, le personnel médical accélère la régulation entre les niveaux d'endorphines et les récepteurs opioïdes jusqu'à atteindre un équilibre entre eux. La méthode de traitement ANR est actuellement appliquée dans un certain nombre de centres médicaux en Inde, en Suisse, en Israël et, à partir de 2019, dans l'État de Floride, aux États-Unis,.

## Ouvrages et publications spécifiques
- M. Y. Mudaliar, A Waismann, J Currie, L Cruz, Opioid neuroreceptor blockade with naltrexone under sedative anaesthesia in a 6-year-old child with iatrogenic morphine addiction following resection of a desmoplastic infantile ganglioglimoa at age 9 months, Anaesthesia and Intensive Care subscriber, Volume 27, Issue 1
- Andre Waismann, Alternative approaches to battling opioid dependency, Florida Weekly, 15 August 2019
- Andre Waismann, To end the opioid crisis, we need to change the way we think about the addiction, Washington Examiner, 23 July 2019

## Vie personnelle
Waismann a vécu à moshav Ge'a. Il s’est marié à Efrat Waismann et ont eu six enfants. Depuis fin 2018, Waismann vit aux États-Unis, où il travaille comme consultant privé pour des centres médicaux américains,.

## Autres sources
- Shannon Davis, HSC to open new, advanced detox center, the University Daily, Vol 75, Issue 116, Texas Tech, 29 March 2000
- Robin Eisner, Hospital Offers Addicts a Choice, ABC News, 6 January 2006
- ANR Switzerland, treatments in Switzerland www.anr-switzerland.ch
- Publikation in "Suchtmedizin" - 20. Int. Kongress für Suchtmedizin in München Juli 2019;